# Monlaur-Bernet
 Monlaur-Bernet  là một xã thuộc tỉnh Gers trong vùng Occitanie tây nam nước Pháp. Xã này có độ cao trung bình 360 mét trên mực nước biển.